# Collegio uninominale Campania 2 - 04 (2017)
Il collegio elettorale uninominale Campania 2 - 04 è stato un collegio elettorale uninominale della Repubblica Italiana per l'elezione della Camera dei deputati tra il 2017 ed il 2022.

## Territorio
Come previsto dalla legge elettorale italiana del 2017, il collegio era stato definito tramite decreto legislativo all'interno della circoscrizione Campania 2.
Era formato dal territorio di 61 comuni: Ailano, Alife, Alvignano, Baia e Latina, Bellona, Caianello, Caiazzo, Calvi Risorta, Camigliano, Capriati a Volturno, Capua, Carinola, Castel Campagnano, Castel di Sasso, Castello del Matese, Cellole, Ciorlano, Conca della Campania, Dragoni, Falciano del Massico, Fontegreca, Formicola, Gallo Matese, Galluccio, Giano Vetusto, Gioia Sannitica, Letino, Liberi, Marzano Appio, Mignano Monte Lungo, Mondragone, Pastorano, Piana di Monte Verna, Piedimonte Matese, Pietramelara, Pietravairano, Pignataro Maggiore, Pontelatone, Prata Sannita, Pratella, Presenzano, Raviscanina, Riardo, Rocca d'Evandro, Roccamonfina, Roccaromana, Rocchetta e Croce, Ruviano, San Gregorio Matese, San Pietro Infine, San Potito Sannitico, San Tammaro, Santa Maria Capua Vetere, Sant'Angelo d'Alife, Sessa Aurunca, Sparanise, Teano, Tora e Piccilli, Vairano Patenora, Valle Agricola e Vitulazio.
Il collegio era quindi interamente compreso nella provincia di Caserta.
Il collegio era parte del collegio plurinominale Campania 2 - 02.

## Eletti
| Elezione | Elezione | Deputato          | Partito            |
| -------- | -------- | ----------------- | ------------------ |
|          | 2018     | Giuseppe Buompane | Movimento 5 Stelle |

## Dati elettorali

### XVIII legislatura
Come previsto dalla legge elettorale, 232 deputati erano eletti con sistema a maggioranza relativa in altrettanti collegi uninominali a turno unico.
| Candidati              | Candidati                   | Voti    | %     | Liste                                | Voti    | %     |
| ---------------------- | --------------------------- | ------- | ----- | ------------------------------------ | ------- | ----- |
|                        | Giuseppe Buompane ✔️ Eletto | 65 373  | 43,75 | Movimento 5 Stelle                   | 65 373  | 43,75 |
|                        | Massimo Grimaldi            | 49 907  | 33,40 | Forza Italia                         | 30 521  | 20,42 |
| Lega                   | Massimo Grimaldi            | 49 907  | 33,40 | 11 803                               | 7,90    |       |
| Fratelli d'Italia      | Massimo Grimaldi            | 49 907  | 33,40 | 6 311                                | 4,22    |       |
| Noi con l'Italia - UDC | Massimo Grimaldi            | 49 907  | 33,40 | 1 272                                | 0,85    |       |
|                        | Gennaro Oliviero            | 25 269  | 16,91 | Partito Democratico                  | 20 675  | 13,84 |
| +Europa                | Gennaro Oliviero            | 25 269  | 16,91 | 2 638                                | 1,77    |       |
| Civica Popolare        | Gennaro Oliviero            | 25 269  | 16,91 | 1 014                                | 0,68    |       |
| Italia Europa Insieme  | Gennaro Oliviero            | 25 269  | 16,91 | 942                                  | 0,63    |       |
|                        | Antonio Patalano            | 3 189   | 2,13  | Liberi e Uguali                      | 3 189   | 2,13  |
|                        | Remo Grasso                 | 1 809   | 1,21  | Potere al Popolo!                    | 1 809   | 1,21  |
|                        | Vincenzo Della Valle        | 1 013   | 0,68  | Italia agli Italiani                 | 1 013   | 0,68  |
|                        | Giovanni Di Lillo           | 935     | 0,63  | Il Popolo della Famiglia             | 935     | 0,63  |
|                        | Giovanni Mallini Mancino    | 876     | 0,59  | CasaPound                            | 876     | 0,59  |
|                        | Cinzia Arena                | 454     | 0,30  | Partito Comunista                    | 454     | 0,30  |
|                        | Angelo Guardabascio         | 291     | 0,19  | Partito Valore Umano                 | 291     | 0,19  |
|                        | Fulvio Beato                | 193     | 0,13  | Per una Sinistra Rivoluzionaria      | 193     | 0,13  |
|                        | Antonio Ponzo               | 126     | 0,08  | Lista del Popolo per la Costituzione | 126     | 0,08  |
| Totale                 | Totale                      | 149 435 | 100   |                                      | 149 435 | 100   |
|                        |                             |         |       |                                      |         |       |
| Voti non validi        | Voti non validi             | 7 372   | 4,70  |                                      |         |       |
| Votanti                | Votanti                     | 156 807 | 70,12 |                                      |         |       |
| Elettori               | Elettori                    | 223 612 |       |                                      |         |       |